# Uhrgläschen

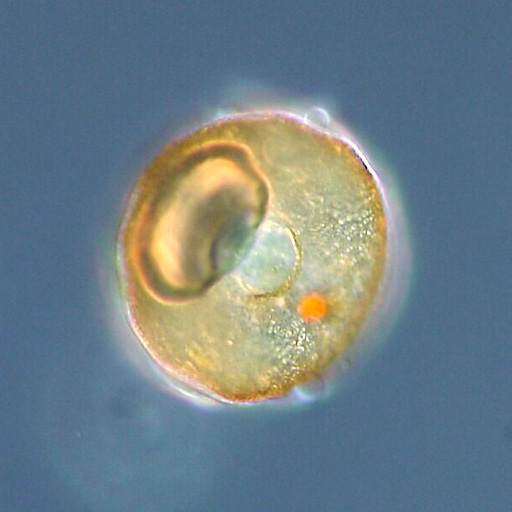
Uhrgläschen aus dem Hyotaro-ike-Teich, Tennodai, Tsukuba, Präfektur Ibaraki, Japan

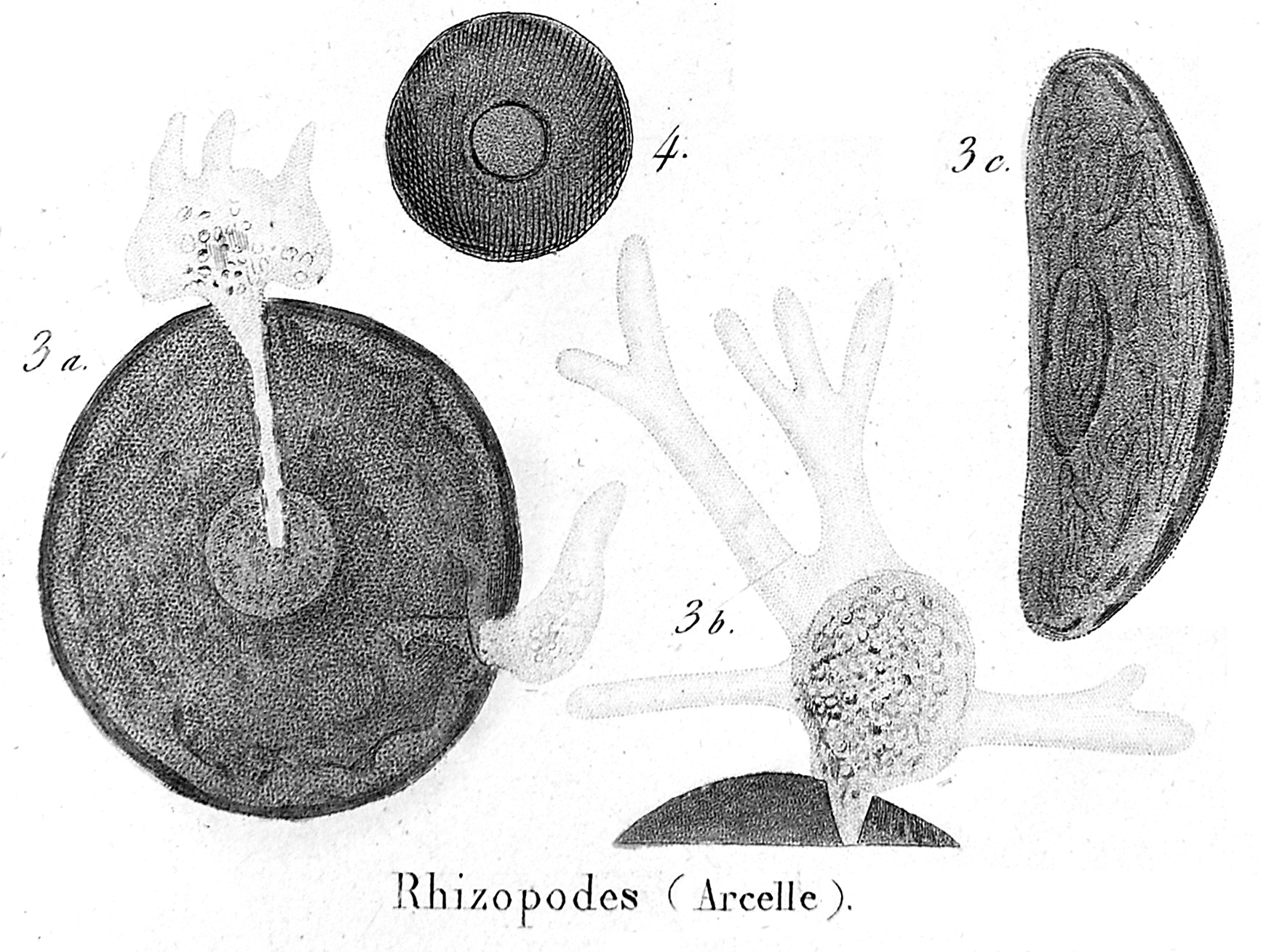
Arcella vulgaris, Illustration von 1841.

Arcella arenaria

Die Uhrgläschen (Arcella), auch Uhrglastiere oder Uhrglastierchen, sind eine Gattung der Arcellinida. Sie sind Vertreter der nicht-taxonomische Gruppe beschalter (Testater) Amöben (herkömmlich auch Schalenamöben oder Thecamoeba genannt).

## Merkmale
Wie alle Schalenamöben besitzen sie ein ungekammertes Gehäuse aus einer Gerüstsubstanz, die aus organischem Material (Strukturproteinen) besteht. Im Gegensatz zu anderen Gattungen werden keine Kieselplättchen oder andere Fremdkörper zur Verstärkung des Gehäuses eingebaut. Das napfartige Gehäuse erinnert an ein Uhrglas. Das Gehäuse hat einen Durchmesser von bis zu 0,17 mm und eine Höhe von bis zu 0,07 mm. In der Aufsicht unter dem Mikroskop erscheint dieses Gehäuse meist rund, mit einer zentralen Öffnung. Die bräunliche Farbe der gewölbten Schalen entsteht durch die mit zunehmendem Alter fortschreitende Einlagerung von Eisen- und Manganverbindungen.
Die meisten Arten besitzen zwei Zellkerne, einige mehr, das Großmäulige Uhrglastier (Arcella megastoma) weist bis zu 200 auf. Es sind mehrere kontraktile Vakuolen vorhanden. Die Zelle ist an der Gehäusewand verankert, füllt das Gehäuse aber nicht ganz aus. Die Zysten sind rund und befinden sich innerhalb des Gehäuses.

## Verbreitung
Die Einzeller leben weltweit im Süßwasser, auch in eutrophierten Gewässern, in Mooren oder sogar auf nassem Laub. Sie finden sich auch in feuchten und trockenen Moosen, einige wenige Arten leben auch terrestrisch. Sie ernähren sich größtenteils herbivor.

## Systematik und Arten (Auswahl)
Typusart ist das Gemeine Uhrglastier (Arcella vulgaris). Verkieste Fossilien, die zur Gattung Arcella gestellt werden, sind schon seit dem Paläozoikum bekannt und wurden beispielsweise in der Steinkohle des Ruhrgebiets gefunden. Rezent sind derzeit rund 50 Arten sowie zahlreiche Varietäten und Formen bekannt, darunter:
Gattung Arcella Ehrenberg, 1832(A,G,N,O,W) [Arcellina Carter, 1856(G)] (Uhrgläschen, Uhrglastiere)
- Arcella arenaria Greef, 1866(G)[5]
- Teller-Uhrglastier (Arcella artocrea Leidy, 1876(N))[5]
- Pyramiden-Uhrglastier (Arcella conica (Playfair, 1918)(G,N))
- Scheiben-Uhrglastier (Arcella discoides Ehrenberg, 1871(G,N))
- Arcella euryhalina Useros, González-Miguéns, Soler-Zamora & Lara, 2023(N)
[Arcella sp. FUseros-2023a(N)]
- Buckeliges Uhrglastier (Arcella gibbosa Penard, 1890(G,N))
- Arcella hemisphaerica Perty, 1852(G,N,W)
- Arcella intermedia Useros, González-Miguéns, Soler-Zamora & Lara, 2023(G,N)
[Arcella sp. FUseros-2023a(N)]
- Arcella mitrata Leidy, 1876(N)
- Arcella polypora Penard(G,W?)
- Arcella salobris Useros, González-Miguéns, Soler-Zamora & Lara, 2023(N)
[Arcella sp. FUseros-2023b(N)]
- Gemeines Uhrglastier (Arcella vulgaris Ehrenberg, 1830(A,G,N,O,W)[6]) – (Typusart)(N)
- Arcella sp. GRibeiro-2023a(N)
- Arcella sp. GRibeiro-2023b(N)
- Arcella sp. LKH347(N)
- Arcella sp. LKH685(N)
- Arcella sp. RGM-2021a(N)
- Arcella sp. TJT-2014(N)
- ?Arcella brasiliensis A. M. Cunha, 1913(A?,W?) (unsicher)
- ?Arcella patina Ehrenberg(A?,W?) (unsicher)

Galeripora dentata [Arcella dentata]

Verschiebungen in andere Gattungen: …
… nach Galeripora:
- Gezähntes Uhrglastier (Arcella dentata Ehrenberg, 1830(O,W?))
⇒ Arcellina dentata Carter, 1856
⇒ Galeripora dentata (Ehrenberg, 1830) n. comb.[7]
- Großmäuliges Uhrglastier (Arcella megastoma Penard, 1902)
⇒ Galeripora megastoma (Penard, 1902) n. comb.[8]

… nach Centropyxis:
- Arcella aculeata Ehrenberg, 1832
⇒ Centropyxis aculeata (Ehrenberg, 1832) Stein, 1859
- Arcella constricta Ehrenberg, 1841
⇒ Centropyxis constricta (Ehrenberg, 1841) Deflandre, 1929

Anmerkung: Quellen
(A) – nach der AlgaeBase
(G) – gemäß Global Biodiversity Information Facility (GBIF)
(N) – Taxonomie des National Center for Biotechnology Information (NCBI)
(O) – nach dem Ocean Biogeographic Information System (OBIS)
(W) – nach dem World Register of Marine Species (WoRMS)